# Tecno PA123
Tecno PA123 – samochód Formuły 1 zaprojektowany przez Gianfranco i Luciano Pederzanich, uczestniczący w Mistrzostwach Świata Formuły 1 w latach 1972–1973. Model był napędzany jednostkami Tecno. Samochód okazał się nieudanym projektem, a jego najlepszym rezultatem było szóste miejsce Chrisa Amona w Grand Prix Belgii 1973.

## Historia
Założona w 1962 roku przez Gianfranco i Luciano Pederzanich firma Tecno pod koniec lat 60. stała się czołowym konstruktorem Formuły 2, a jej kierowcami byli m.in. François Cevert i Clay Regazzoni. Po zdobyciu przez Regazzoniego mistrzostwa Formuły 2 w 1970 roku Tecno postanowiło zadebiutować w Formule 1. W przeciwieństwie do większości konkurentów postanowiono nie korzystać ze sprawdzonego, konkurencyjnego silnika Cosworth DFV, a stworzyć własną jednostkę. Idąc za trendami wyznaczonymi przez Ferrari i Alfę Romeo, Tecno zdecydowało się zbudować silnik w układzie V12. Został on ukończony w połowie 1971 roku, a odbyte latem testy wykazały jego moc na poziomie 460 KM przy 11 000 obr./min. Silnik i skrzynia biegów były przymocowane bezpośrednio do podwozia, stając się elementem nośnym.
Plany zakładały debiut PA123 pod koniec sezonu 1971. Nie zostały one zrealizowane, a zespół ze wsparciem Martini zadebiutował egzemplarzem PA123/1 w Grand Prix Belgii 1972. W tym czasie zbudowano wersję PA123/2, którą Nanni Galli zajął trzecie miejsce w nieoficjalnym Grand Prix Republiki Włoskiej. Ten egzemplarz okazał się szybszy od PA123/1, a Galli w Grand Prix Wielkiej Brytanii zakwalifikował się na osiemnastym miejscu. W dalszej części sezonu Galli i Derek Bell dzielili się tym samochodem, ale nie zdołali ukończyć żadnego wyścigu. Kierowcy używali również nowego samochodu PA123/5, którym także ani razu nie dojechali do mety.
W 1973 roku nowym kierowcą Tecno został skonfliktowany z Marchem Chris Amon. W celu opracowania nowego samochodu Luciano Pederzani skontaktował się z Allanem McCallem, który we współpracy z Eddiem Wiessem w ciągu miesiąca zaprojektował i zbudował nowy samochód, oznaczony jako PA123/6. Główną zmianą w porównaniu do PA123 sprzed roku było zastąpienie ramy rurowej monokokiem. Tymczasem z inicjatywy Martini i Chrisa Amona Gordon Fowell i Alan Philips z firmy Goral otrzymali zlecenie zaprojektowania odrębnego samochodu, E731. Jako że prace nad tą wersją przedłużały się, McCall namówił Amona do przetestowania PA123/6. Amon zgodził się i wystartował nim w mistrzostwach, zajmując szóste miejsce w Grand Prix Belgii. W Grand Prix Monako Amon zakwalifikował się na dwunastym miejscu, ale odpadł z wyścigu, jadąc na siódmej pozycji. W następnych dwóch eliminacjach Tecno nie brało udziału w oczekiwaniu na model E731. W Grand Prix Wielkiej Brytanii Amon miał możliwość wyboru samochodu między PA123 i E731, decydując się na pierwszy model. Kierowca nie ukończył tego ani następnego wyścigu. Po Grand Prix Austrii, w którym zespół w treningach nie dysponował zapasowym silnikiem, Amon opuścił go, a Tecno wycofało się z Formuły 1.

## Wyniki
| Legenda oznaczeń w tabelach wyników Wyświetl szablon na nowej stronie | Legenda oznaczeń w tabelach wyników Wyświetl szablon na nowej stronie                                                                     |
| Oznaczenie                                                            | Wyjaśnienie |
| --------------------------------------------------------------------- | --- |
| Złoty                                                                 | Zwycięzca lub mistrzostwo |
| Srebrny                                                               | 2. miejsce lub wicemistrzostwo |
| Brązowy                                                               | 3. miejsce lub II wicemistrzostwo |
| Zielony                                                               | Ukończył, punktował (w klasyfikacji generalnej, gdy zdobył co najmniej jeden punkt na przestrzeni sezonu, poza trzema powyższymi opcjami) |
| Niebieski                                                             | Ukończył, nie punktował (w klasyfikacji generalnej, gdy nie zdobył co najmniej jednego punktu na przestrzeni sezonu)                      |
| Czerwony                                                              | Nie zakwalifikował się (NZ) |
| Czerwony                                                              | Nie prekwalifikował się (NPK) |
| Różowy                                                                | Nie ukończył (NU) |
| Różowy                                                                | Niesklasyfikowany (NS) (w klasyfikacji generalnej, gdy nie został sklasyfikowany w żadnym wyścigu sezonu)                                 |
| Czarny                                                                | Zdyskwalifikowany (DK) |
| Czarny                                                                | Wykluczony (WYK/EX) |
| Biały                                                                 | Nie wystartował (NW) |
| Biały                                                                 | Kontuzjowany (K/INJ) |
| Biały                                                                 | Wyścig odwołany (OD/C) |
| Bez koloru                                                            | Został wycofany (WYC/WD) |
| Bez koloru                                                            | Nie przybył (NP/DNA) |
| Bez koloru                                                            | Nie brał udziału w treningach (NT/DNP) |
| Bez koloru                                                            | Nie został zgłoszony (–) |
| Pogrubienie                                                           | Start z pole position |
| Kursywa                                                               | Najszybsze okrążenie wyścigu |
| †                                                                     | Nie ukończył, ale jego rezultat został zaliczony ze względu na przejechanie więcej niż 90% dystansu wyścigu.                              |
| *                                                                     | Sezon w trakcie |
| 1/2/3                                                                 | Punktowana pozycja w sprincie kwalifikacyjnym                                                                                             |
| Lista systemów punktacji Formuły 1                                    | |

### Mistrzostwa Świata Formuły 1
| Sezon | Zespół              | Silnik | Kierowcy    | Wyniki w poszczególnych eliminacjach | Wyniki w poszczególnych eliminacjach | Wyniki w poszczególnych eliminacjach | Wyniki w poszczególnych eliminacjach | Wyniki w poszczególnych eliminacjach | Wyniki w poszczególnych eliminacjach | Wyniki w poszczególnych eliminacjach | Wyniki w poszczególnych eliminacjach | Wyniki w poszczególnych eliminacjach | Wyniki w poszczególnych eliminacjach | Wyniki w poszczególnych eliminacjach | Wyniki w poszczególnych eliminacjach | Wyniki w poszczególnych eliminacjach | Wyniki w poszczególnych eliminacjach | Wyniki w poszczególnych eliminacjach | Wyniki kierowców | Wyniki kierowców | Wyniki konstruktora | Wyniki konstruktora |
| 1972  |                     |        |             | Argentyna                            |                                      |                                      | Monako                               | Belgia                               | Francja                              | Wielka Brytania                      |                                      | Austria                              | Włochy                               | Kanada                               | Stany Zjednoczone                    |                                      |                                      |                                      | Pkt.             | Msc.             | Pkt.                | Msc.                |
| ----- | ------------------- | ------ | ----------- | ------------------------------------ | ------------------------------------ | ------------------------------------ | ------------------------------------ | ------------------------------------ | ------------------------------------ | ------------------------------------ | ------------------------------------ | ------------------------------------ | ------------------------------------ | ------------------------------------ | ------------------------------------ | ------------------------------------ | ------------------------------------ | ------------------------------------ | ---------------- | ---------------- | ------------------- | ------------------- |
| 1972  | Martini Racing Team | Tecno  | Nanni Galli | -                                    | -                                    | -                                    | -                                    | NU                                   | -                                    | NU                                   | -                                    | NS                                   | NU                                   | -                                    | -                                    |                                      |                                      |                                      | 0                | 33               | 0                   | NS                  |
| 1972  | Martini Racing Team | Tecno  | Derek Bell  | -                                    | -                                    | -                                    | -                                    | -                                    | NW                                   | -                                    | NU                                   | -                                    | NZ                                   | NW                                   | NU                                   |                                      |                                      |                                      | 0                | NS               | 0                   | NS                  |
| 1973  |                     |        |             | Argentyna                            | Brazylia                             |                                      |                                      | Belgia                               | Monako                               | Szwecja                              | Francja                              | Wielka Brytania                      | Holandia                             |                                      | Austria                              | Włochy                               | Kanada                               | Stany Zjednoczone                    | Pkt.             | Msc.             | Pkt.                | Msc.                |
| 1973  | Martini Racing      | Tecno  | Chris Amon  | -                                    | -                                    | -                                    | -                                    | 6                                    | NU                                   | -                                    | -                                    | NU                                   | NU                                   | -                                    | NW                                   | -                                    | -                                    | -                                    | 1                | 21               | 1                   | 11                  |